# Robert Southey
Robert Southey, född den 12 augusti 1774 i Bristol, död den 21 mars 1843 på Greta Hall vid Keswick, var en engelsk författare.

## Biografi
Southey mottog undervisning i Westminster School till 1792, då han relegerades för att ha skrivit en uppsats i en kamrattidning mot skolagan. Han begav sig 1793 till Oxford, starkt påverkad av Rousseau, Goethes "Werther" och Gibbon, och gjorde där bekantskap med Coleridge, som för en tid vann Southey för sina pantisokratiska (kommunistiska) åsikter och i vars skådespel "The fall of Robespierre" Southey skrev andra och tredje akterna.
Southey gifte sig 1795 med en syster till Coleridges hustru, vistades ett halvår i Lissabon, skiftade sedan bostad, dels i olika trakter av England, på Irland och ännu en gång i Lissabon (1800-01), tills han med sin familj i september 1803 slog sig ner på Greta Hall i Lake District i Cumberland. Southey fick ett årligt understöd av en vän till 1807, då han, numera bliven tory, började uppbära en årspension av 200 pund sterling. Han utnämndes 1813 till poeta laureatus och levde i oavbrutet, strängt arbete på olika litterära verk. 
År 1793 skrev han ett romantiskt epos, Joan of Arc (tryckt 1796), 1794 det revolutionära skådespelet Wat Tyler (tryckt 1817), och 1795 trycktes ett band Poems av Southey och hans svåger Robert Lovell. Närmast följde Letters Written during a Short Residence in Spain and Portugal (1797), två band Minor Poems (1797-99) samt det stora mytologiska eposet Thalaba, the Destroyer (1801). 
Hans poetiska verk är vidare Madoc och Metrical Tales and Other Poems (1805), The Curse of Kehama (1810) och Roderick, the Last of the Goths (1814), A Vision of Judgment (1821; en dikt över Georg III:s död med angrepp på "den sataniska skolan" och lord Byron, som svarade med en våldsam dikt med samma namn) och bearbetningar av medeltidsämnen: Amadis (1803), Palmerin of England (1807) och Chronicle of the Cid (1808). 
Dessutom skrev Southey en mängd biografier (över Nelson 1813, Wesley 1820 och Bunyan 1830) och historiska verk (History of Brazil, 1810–19; History of the Peninsular War, 1823–32; Lives of the Admirals, 1833–40, med flera) samt allehanda andra prosaarbeten, som The Doctor (1834–47), innehållande betraktelser och berättelser av skilda slag. Till "Quarterly Review" bidrog han med ett mycket stort antal uppsatser.
Southeys skaldskap, medan han levde mycket uppskattat, har fallit i nästan fullständig förgätenhet. Hans stora mytologiskt fantastiska epos har ansetts sakna fasthet och djupare idéhalt, men rymma storslagna och tilltalande enskildheter. Bäst lär han ha lyckats han i kortare dikter (The Holly Tree, Lines Written in His Library med flera) och balladaktiga sånger, av vilka en hel del (Lord William, The Old Woman of Berkeley, The Battle of Blenheim, The Well of St. Keyne med flera) ännu är omtyckt. Hans prosa åtnjuter alltjämt hög uppskattning för klarhet och direkthet.
En älskvärd och utomordentligt hjälpsam natur, levde Southey trots sin oavlåtliga möda ett lyckligt liv, som först mot sin afton förmörkades av sorger: hans hustru blev sinnessjuk och dog 1837, och själv drabbades han av själssjukdom 1840. Southeys Poetical Works utgavs 1837–38 i 10 band; av smärre urval kan nämnas ett 1895 i ett band. Southeys "Life and Correspondence" utgavs 1849–50 i 6 band (ett urval i 4 band 1856), hans Commonplace Book 1849-51 i 4 band och hans brevväxling med författarinnan Caroline Anne Bowles (1786–1854), som han 1839 gifte sig med, och Shelley utgav Dowden 1881.